# Baerl (Adelsgeschlecht)

Neue Interpretation eines Wappens derer von Baerl

Die Herren von Baerl (auch: Barle, Barl und Barll) waren ein niederrheinisches Adelsgeschlecht.

## Geschichte
Erstmals erscheinen die Herren von Baerl im Jahr 1234 mit den Rittern Conradus und Arnoldus de Barle und einem Schöffen Arnoldus de Barle. 1263 wird ein d(ominus) Th(eodericus) de Barle als Zeuge in einer Urkunde des Ritters Gerlach von Strünkede zu Schloss Strünkede genannt; 1265 derselbe als Ritter Theodericus de Barle. Im Jahre 1529 treten ein Cornelius von Baerl (cornelys van barll) und ein Johann von Baerl (jaen van barll) auf; 1535 vermutlich derselbe Johann (Johan van Barll) ein weiteres Mal.
Die Familie Baerl leitet ihren Namen von dem jahrhundertelangen Sitz des Geschlechts, dem Haus Baerl im heutigen Duisburger Stadtteil Baerl ab. Das Haus blieb bis 1653 in Händen der Herren von Baerl. Dann trat der Letzte dieses Namens, Cornelius von Baerl, das Lehen an den Mann seiner Nichte Judith Elisabeth von Baerl, Oberst Gerhard von Hafften ab. Heute erinnert nichts mehr an das mittelalterliche Haus Baerl. Das Gelände ist inzwischen als Bodendenkmal geschützt.

## Wappen
Das Wappen der Herren von Baerl ist an das Wappen der Grafen von Moers angelehnt. Die Blasonierung des Wappens der Herren von Baerl lautet: Auf goldenem Schild, geteilt durch einen schwarzen Querbalken, oben drei steigende linksgerichtete schwarze Löwen.